# Cercle de Brodgar
Le cercle de Brodgar est un cromlech qui se trouve sur Mainland, ile principale des Orcades, entre les lochs Harray et Stenness, en Écosse.

## Description
Les silhouettes de 27 mégalithes se détachent sur un paysage de landes, sur une bande de terre étroite entre les deux lochs. Cet anneau de 100 mètres de diamètre comportait à l'origine 60 pierres levées. Ceinturé d'un profond fossé creusé dans le rocher et d'un talus aujourd'hui disparu, il comporte deux entrées, l'une au nord-ouest et l'autre au sud-est face à Stenness. Il fut conçu par les hommes du Néolithique (2700-2500 av. J.-C.). À la suite de ses relevés, Alexander Thom a pu établir que le cercle constitué par ces pierres est quasiment parfait. 

## Protection
Le cercle de Brodgar est inscrit depuis 1999 sur la liste du patrimoine mondial au sein du bien intitulé « Cœur néolithique des Orcades ».

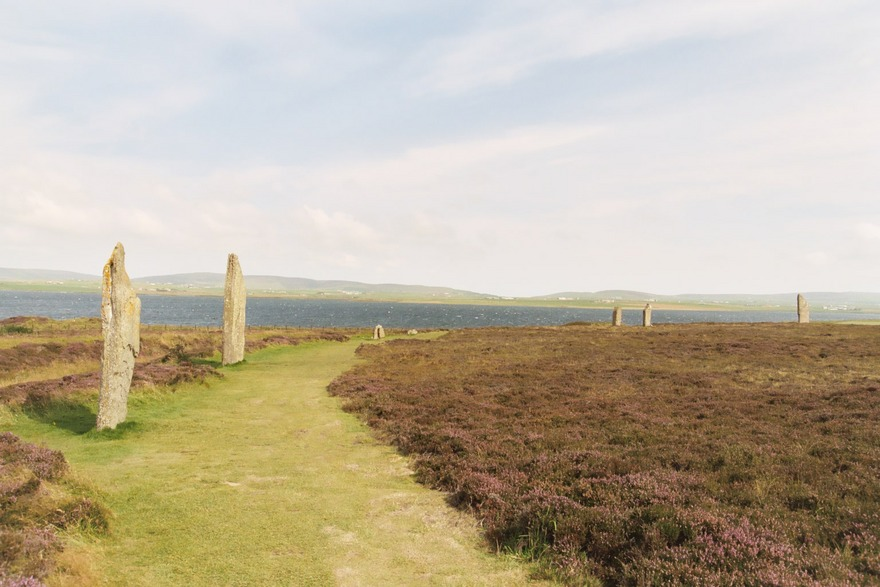
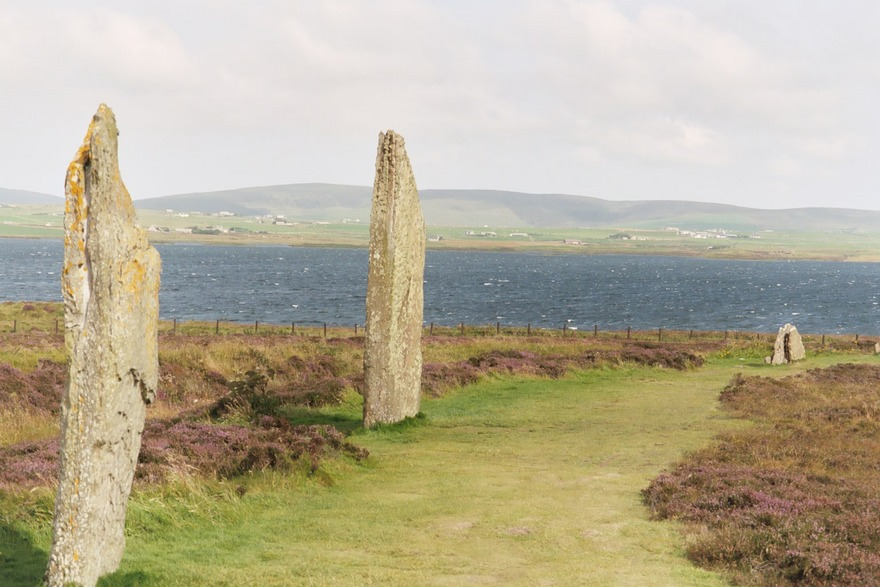
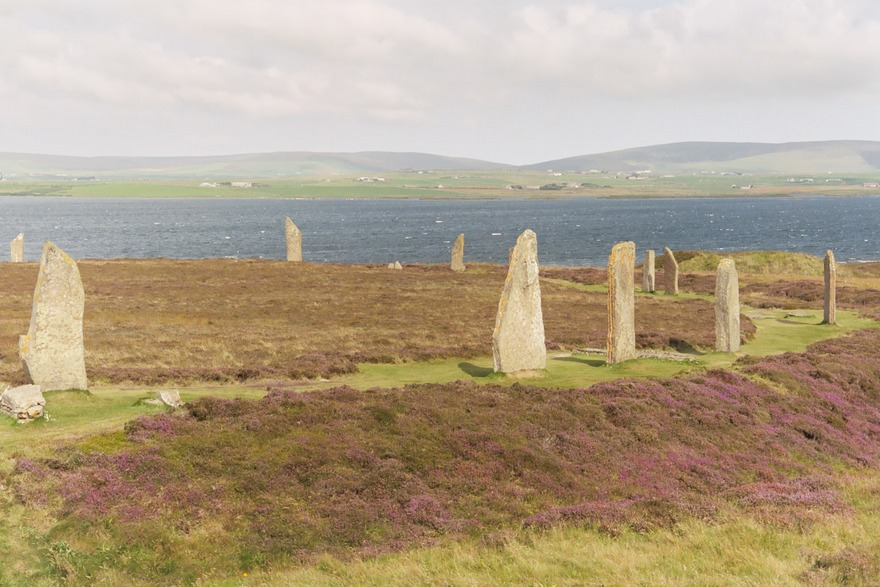

### Documentaire
- Orcades, un pèlerinage néolithique, dans la série Enquêtes archéologiques. France, 2016, 27 min. Réalisation : Agnès Molia, Raphaël Licandro. Coproduction : ARTE France, diffusé sur arte [présentation en ligne]

### liens
- Avebury ""https://www.france.tv/documentaires/histoire/1198395-megalithes-retour-dans-le-passe.html""